# Carex baltzellii
Carex baltzellii là một loài thực vật có hoa trong họ Cói. Loài này được Chapm. mô tả khoa học đầu tiên năm 1847.